# 上杉景虎
上杉 景虎（うえすぎ かげとら）は、戦国時代から安土桃山時代にかけての武将。北条氏康の七男。母は遠山康光の妹。初めは北条 三郎（ほうじょう さぶろう）と名乗ったと推定される。のちに上杉謙信の養子になり、その初名である「景虎」を名乗った。

## 生涯

### 北条氏時代
幼少期に箱根早雲寺に預けられて「出西堂」と名乗り、喝食の僧として過ごしていたという。戦国期には相模国の後北条氏と甲斐国の武田氏、駿河国の今川氏の三者で三国同盟が成立し、武田・北条氏の間では甲相同盟の締結により天文23年（1554年）に武田晴信（信玄）の娘が北条氏康嫡男の氏政に嫁いでいる（『勝山記』）。
甲相同盟は永禄12年（1569年）に一時破綻し、元亀2年（1571年）に再締結されているが、『関八州古戦録』によれば、景虎は甲相同盟の一環として武田家に人質とされていたという。一方で、『関八州古戦録』以外の確実な文書・記録資料においては景虎が人質として武田家にいたことが確認されず、近年では否定的見解が強い。また正確な生年も不明である。
永禄12年（1569年）、大叔父に当たる北条幻庵（長綱）の養子となり、幻庵の娘を妻とする。小机衆を束ね、江戸城の武蔵遠山氏とも近しくしていたとされる。なお、北条時代の彼の事跡については北条氏秀と同一視されている可能性がある（後述）。

### 三郎から景虎へ
永禄12年（1569年）6月、武田氏の駿河今川領国への侵攻（駿河侵攻）に伴い、北条氏では甲相同盟を手切とし、越後上杉氏との越相同盟が締結された。上杉氏と北条氏は長らく敵対関係にあり、同盟締結に際しては北条氏政の次男・国増丸を上杉謙信へ養子に出すことが決められる。
しかし、同盟締結において北条氏政が国増丸を手放すのを拒んだため（同年10月以前）、上杉家から代わりの人質を求められる。三郎は同年12月に北条幻庵の養子になったとみられるが、翌永禄13年3月には謙信への養子入りが決まる。この際、謙信の姪（上杉景勝の姉）を三郎に娶らせることが約束される 。
永禄13年（1570年）4月11日、上野国沼田で謙信と面会し、越後国へ同行する。同月25日、春日山城にて謙信の姪との祝言が行われ、正式に謙信の養子となり、彼の初名でもあった「景虎」の名を与えられる。この際、春日山城三の丸に屋敷を与えられたという。
越相同盟に対し、甲斐武田氏は足利義昭・織田信長を通じた上杉氏との和睦や（甲越和与）、佐竹氏ら関東の勢力を介して北条氏への牽制を行っており、北条氏内部においても氏康と氏政の間で越相同盟の維持か甲相同盟の回復かで路線対立があったという。
元亀2年（1571年）北条氏康の死去に際して、上杉景虎は小田原へ帰参しているが、まもなく越後へ戻っている。同年12月、家督を相続した兄・北条氏政は「甲相同盟」の再締結を行い、これに伴い越相同盟は手切れとなるが、上杉景虎はそのまま越後へ留まっている。

### 家督争い
天正6年（1578年）3月13日、上杉謙信が病死した。その結果、上杉景虎は義兄弟の上杉景勝と家督を巡って対立することとなった。それは上杉家の大きな内紛に発展し、御館の乱となる。
この時、上杉景虎は上杉景信・本庄秀綱・北条高広らの支持を集め、実家である後北条家とその同盟国である武田家の後ろ盾もあり、当初は上杉景虎が優勢であった。これに対し、上杉景勝側はいち早く春日山城本丸・金蔵を奪取した。
天正6年（1578年）5月13日、上杉景虎は妻子らを連れて春日山城を脱出し、城下にある「御館」（前関東管領である上杉憲政の屋敷）に立て籠もった。北条氏は主力が佐竹・宇都宮連合軍と対陣中だったこともあり、甲相同盟に基づいて武田勝頼に上杉景虎への援軍を打診し、武田勝頼は同年5月に信越国境まで武田軍を出兵させた。
天正6年（1578年）6月、上杉景勝方は武田勝頼に和睦を提案し、上杉と武田の間で和睦交渉が始まった。北信地域における上杉領の割譲を条件に上杉景勝と武田勝頼の間で和睦が成立し、甲越同盟が締結された。6月中に武田勝頼は越府に着陣すると、景勝と景虎間の調停を開始した。
天正6年（1578年）8月、上杉景虎と上杉景勝は一時的に和睦が成立した。
天正6年（1578年）8月、三河国の徳川氏が駿河の武田領国へ侵攻すると、武田勝頼は越後から武田軍を撤兵した。この時に上杉景虎と上杉景勝間の和睦も破綻し、再び両者の間で戦いが始まった。
一方で北条氏は北条氏照・氏邦らが三国峠を越えて越後に侵入し、荒戸城を落とし、さらに上杉景勝の拠点であった坂戸城の至近である樺沢城をも落としてこれを本陣とした。しかし樺沢城の北条軍はそれ以上は軍を進めず、樺戸城に氏邦勢と北条高広・北条景広らを残して、三国峠に冬が来る前に関東に一旦撤兵した。上杉景勝はこの機を逃さず攻勢を強めた。
天正7年（1579年）、まだ三国峠の雪が解けぬ前に御館は落城した。景虎正室は実弟・景勝による降伏勧告を拒絶して自害した。通説では24歳とされる。嫡男の道満丸も上杉憲政に連れられ景勝の陣へと向かう途中に、憲政ともども何者かに殺害された。
孤立無援となった上杉景虎は、実家の北条氏を頼って小田原城に逃れようとした。しかしその途上において鮫ヶ尾城主の堀江宗親の裏切り・謀反に遭い、自害した。享年26とされる。法名は「徳源院要山浄公」。
こうして御館の乱は上杉景勝が勝利した。また、上杉景虎の敗北は武田家と後北条家との「甲相同盟」の破綻に至り、それ以降の地域情勢にも大きく影響した。
墓所について、『北越軍記』によると常安寺とあるが、実際には常安寺には景虎の墓はないため不明である。また、新潟県妙高市の勝福寺には景虎の供養塔がある。

## 近年の研究
- 謙信は関東管領職、山内上杉家（上杉宗家）当主の跡目を景虎に継がせ、越後国主、越後長尾家当主、上杉宗家当主である景虎の補佐役の一人に景勝を任ずるつもりであったとする説がある。しかしこの他にも、越相同盟後、謙信によって権力強化の進められた景勝を後継者としていたとする説、景虎に関東管領と山内上杉家、景勝に越後国主の座と長尾上杉家（新たに分家させる）をそれぞれに継がせるつもりであったとする家督分権説[注釈 6]、景勝が継ぐ長尾上杉家を新たな上杉宗家として景虎が継ぐ山内上杉家を分家としようとしたとする説[注釈 7]など多くの説が存在していて、この議論は未だ決着を見ない。
- 上杉・長尾一門は代々親族間の抗争が激しく、特に上田長尾家と古志長尾家・府内長尾家は歴史的に対立関係にあった。御館の乱において景虎は、古志家の支持を受けると共に、背後に北条家という強大な勢力が控えていた。他の景虎派には三条城主の神余親綱、厩橋城将で北条家との繋がりも強い北条景広などがいる。一方、これに対抗する景勝派には、生家・上田長尾家の配下の上田衆を始め、同じく謙信の養子であった上条政繁・山浦国清、謙信政権を支えた直江景綱の養子・直江信綱とその配下の与板衆、下越地方の揚北衆、謙信の重臣斎藤朝信などがいる。また山本寺上杉家、河田氏、柿崎氏など、親子兄弟が分かれて敵対する家もあった。これらについては勝敗の趨勢を見極め、家の安泰をはかるためとの見方が強い。
- 近年では「北条氏秀」と「上杉景虎」は別人という説[12]が定着している。上杉景虎が越後に赴いた頃、北条氏秀は江戸に存在しており、氏秀は北条綱成の次男であると考えられるからである。上杉景虎が北条氏秀を名乗った証明となる確かな史料も発見されていない。このため、現在では北条時代の景虎を「北条氏秀」ではなく「北条三郎」と表記するのが一般的である。なお、北条時代の彼が三郎を称していたとする説にも異論があり、三郎のように「○郎」とする通称は、関東管領を務めた謙信以前の山内上杉家一族がよく用いたもので（例：上杉憲実の「四郎」、上杉憲政の「五郎」等）、景虎の「三郎」と云う通称はこの流れを汲んでのものと見て謙信養子入り後とする主張もある。ただし、北条家に置いても○郎という通称の者は数多くいる[注釈 8]。
- 栃木県足利市山川にある福聚山長林寺とその周辺には、景勝との確執を避け常陸国の岡見氏のもとに身を寄せていた景虎が、岡見氏の氏寺だった東林寺に入り出家して曹洞宗の禅僧源室永高となり、戦乱によって荒れた寺を再興したが、徳川家から発給された朱印状の寺号が長林寺と書き誤っていたため寺号を改めた、という伝説が残されている[13]。景虎のストーリーは明治時代初期に提出された由緒書には現れるが、江戸時代の由緒書の中に景虎の存在は確認できないことから、この伝説は廃仏毀釈から寺領を防衛するために、寺に朱印状を与えていた徳川家よりも、室町幕府や上杉謙信との結び付きを強調するために作られた偽文書が物語として広まったものと考えられる[13]。

## 系譜
- 正室：北条幻庵娘（越相同盟時に離縁。後に北条氏光と結婚）
- 継室：清円院（長尾政景娘）
  - 道満丸（戒名：道満童子）
  - 男（戒名：源桃童子）
  - 女（戒名：還郷童女）